# Massacre de Kreinik
 (août 2024).
Le massacre de Kreinik est perpétué par les Janjawids et les Forces de soutien rapide (FSR) à Kreinik, près d'Al-Genaïna, dans l'état du Darfour-Occidental. Ils font suite aux affrontements du 21 avril 2022 qui éclatent entre ces Janjawids et les civils masalits dans le camp de réfugiés de Kreinik. Les jours suivants, les Janjawids et les Forces de soutien rapide perpètrent des massacres au cours desquels des centaines de civils sont tués.

## Prélude
Kreinik est une ville proche de la capitale du Darfour-Occidental, Al-Genaïna. Pendant la guerre du Darfour, elle sert de camp de réfugiés pour les civils masalits qui fuient les massacres perpétrés par les milices arabes Janjawids. À la suite de la révolution soudanaise de 2019, de nouveaux gouverneurs sont nommés dans différentes régions. Khamis Abakar (en), ancien dirigeant de l'Alliance soudanaise à majorité masalite, est nommé gouverneur du Darfour-Occidental. En 2021, des affrontements éclatent à Kreinik entre les Janjawids et les Masalits, faisant 88 morts et 84 blessés. Le 6 décembre 2021, un camp de réfugiés à Kreinik est réduit en cendres par une seconde attaque des Janjawids.

## Affrontements
Les premiers affrontements à Kreinik éclatent le 21 avril 2022, après la mort de deux hommes arabes par des assaillants inconnus. En réponse, les militants arabes de Rizeigat ainsi que les combattants des Forces de soutien rapide attaquent des civils masalits à Kreinik. La première attaque a lieu le 22 avril sur la place de la ville, faisant neuf morts. L'attaque suivante a lieu le 23 avril, tuant seize personnes et forçant 86 700 personnes à fuir vers le quartier général de l'armée soudanaise dans la ville,. Les Janjawids et les Forces de soutien rapide attaquent ensuite 25 villages voisins autour de Kreinik, tous majoritairement masalit. Les survivants des attaques déclarent que leurs villages sont complètement rasés et que de nombreux réfugiés fuient vers Al-Genaïna.
La principale attaque à Kreinik a lieu le 24 avril, avec plus de 1 000 combattants Janjawids et les Forces de soutien rapide répondant au « fazaa », ou appel au combat,. Initialement, les combattants de l'Alliance soudanaise combattent les Forces de soutien rapide, mais sont rapidement dépassés. Les combattants attaquent de nombreux endroits à Kreinik, notamment des écoles, des maisons et l'hôpital de Kreinik. L'attaque dure six heures et les blessés ne peuvent pas être transportés à l'hôpital d'Al-Genaïna, les Janjawids contrôlant les routes menant à Al-Genaïna. Des fidèles quittant la mosquée de Kreinik sont également visés. Le sultan de Dar Masalit, la tribu des masalits au Darfour, accusent l'armée soudanaise d'avoir fui les affrontements après seulement trois minutes de combat. De nombreux civils des villes voisines fuient les violences vers Kreinik, si bien que la population passe d'environ 25 000 à 125 000 habitants.
Lors d'une attaque contre Kreinik le lendemain, huit personnes sont tuées.
Le 25 avril, les affrontements s'étendent à Al-Genaïna. Des habitants signalent des coups de feu dans plusieurs quartiers et les organisations de médecins établissent un bilan provisoire de dix civils tués. Les Janjawids attaquent l'hôpital universitaire de Al-Genaïna. Un employé français de Médecins sans frontières est tué.

## Conséquences
Plus de 168 civils sont tués et 98 autres blessés. D'autres estimations évaluent le bilan entre 165 et 200 civils tués, dont 21 enfants. En février 2023, Médecins sans frontières (MSF) déclare que le bilan de l'attaque s'élève à plus de 200 civils tués, dont deux travailleurs humanitaires de MSF et huit patients. Les survivants de l'attaque affirment que les Janjawids et les Forces de soutien rapide sont les coupables et accusent l'armée soudanaise d'avoir laissé l'attaque se produire. À la suite des attaques, de nombreux civils blessés sont transportés à l'hôpital d'Al-Genaïna, alors que celui-ci est déjà plein. À Kreinik, l'insécurité alimentaire ravage la ville à la suite de l'afflux de réfugiés et à cause des marchés brulés et la nourriture volée par les Janjawids et les Forces de soutien rapide,. Le 28 avril, Khamis Abakar survit à une tentative d'assassinat perpétrée par les Janjawids.
Même si les groupes d'autodéfense masalits reprennent le contrôle des quartiers de Kreinik et Al-Genaïna, les routes sont toujours contrôlées par les Janjawids et les Forces de soutien rapide en mai. En février 2023, une grande partie de la population de Kreinik vit dans des camps de réfugiés et de nombreux quartiers sont brûlés. L'hôpital est reconstruit par MSF en décembre 2022.

### Réactions
Hemedti, le leader des Forces de soutien rapide, exprime ses condoléances et accuse les deux camps d'être en faute. Le ministre soudanais de la Défense, Yassin Ibrahim Yassin, affirme avoir envoyé des renforts au Darfour occidental.

## Lectures complémentaires
(en) Eliott Brachet, « Behind an ordinary massacre in Kreinik, Darfur », Le Monde.fr,‎ 13 juillet 2022 (lire en ligne)